# Anatonochilus angulicollis
Anatonochilus angulicollis är en skalbaggsart som beskrevs av Oliver Erichson Janson 1911. Anatonochilus angulicollis ingår i släktet Anatonochilus och familjen Cetoniidae. Inga underarter finns listade i Catalogue of Life.